# キングダム・アリーナ
キングダム・アリーナ（アラビア語: المملكة أرينا、英語: Kingdom Arena）は、サウジアラビアの首都・リヤドにあるサッカー等に対応する開閉式の屋根を備えた多目的アリーナである。サウジアラビアの政府認定機関である総合娯楽局が、「ブールバール・ホール」(英語: Boulevard Hall) として整備した。
同国のサッカークラブ・アル・ヒラルのスポンサーでもあるキングダム・ホールディング・カンパニーがアリーナの管理権を取得、『キングダム・アリーナ』の命名権を行使し、2024年からアル・ヒラルのホームスタジアムとして運営する。

## 概要
2023年に着工し、わずか180日で完成させたこのアリーナは、20のVIPルームを含め3万人以上を収容可能。開閉式の屋根を備えた全天候型アリーナで、中央に吊り下げられた4面の大型映像スクリーンを有する。ピッチサイズは105m×68mで、屋根までの高さは47m。
2023年9月、キングダム・ホールディング・カンパニーがアリーナの管理権を取得、契約の一環としてアリーナの命名権『キングダム・アリーナ』も取得した。
2023年10月28日に「リヤド・シーズン2023」の開会式の一部としてプロボクシングの試合・タイソン・フューリー 対 フランシス・ガヌー戦が行われた。
2024年1月29日、正式に全面オープンし、初のサッカーの試合としてアル・ヒラル対インテル・マイアミのプレシーズンマッチが行われた。

## イベント

### ボクシング
- 2023年10月28日　タイソン・フューリー 対 フランシス・ガヌー戦
- 2023年12月23日　アンソニー・ジョシュア 対 オットー・ヴァリン戦
- 2024年3月8日　アンソニー・ジョシュア 対 フランシス・ガヌー戦
- 2024年5月18日　タイソン・フューリー 対 オレクサンドル・ウシク戦
- 2024年6月1日　クイーンズベリー 対 マッチルーム 5対5対抗戦
- 2024年10月12日　アルツール・ベテルビエフ 対 ディミトリー・ビボル戦

### 総合格闘技
- 2024年2月24日　PFL 対 Bellator
- 2024年6月22日　UFC on ABC: Whittaker vs. Aliskerov

### サッカー
- 2024年1月29日　アル・ヒラル 対 インテル・マイアミ
- 2024年2月1日　アル・ナスル 対 インテル・マイアミ
- 2024年2月8日　アル・ヒラル 対 アル・ナスル
- 2024年9月27日　CAFスーパーカップアル・アハリ 対 アル・ザマレク

### 女子サッカー
SAFF女子カップ決勝
- 2024年3月28日　アル・アハリ 対 アル・シャバブ